# 2730 Barks
2730 Barks è un asteroide della fascia principale. Scoperto nel 1981, presenta un'orbita caratterizzata da un semiasse maggiore pari a 2,7193819 UA e da un'eccentricità di 0,1337915, inclinata di 6,42514° rispetto all'eclittica.
Prende il nome da Carl Barks, noto fumettista statunitense.